# Гамлет из Сузака, или Мамайя Кэро
«Гамлет из Сузака, или Мамайя Кэро» — казахский художественный фильм по одноимённой повести Сакена Нарымбетова, снятый в жанре трагикомедии.

## Сюжет
Рабфак — одинокий холостяк, меняющий одну работу за другой. Он мечтает завести семью и ищет жену по газетным объявлениям…

## В ролях
- Советбек Джумадылов
- Рано Кубаева
- Алма Турганбаева
- Ануар Боранбаев
- Закир Муминов
- Алиайдар Каржауов
- Хамид Азизов
- Ашир Чокубаев
- Александр Шишкин — Гитлер

## Съёмочная группа
- Сценаристы: Александр Бородянский, Эльдор Уразбаев
- Кинорежиссёр: Сакен Нарымбетов
- Кинооператор: Валентин Савенков
- Композитор: Алма Турганбаева
- Художник: Идрис Карсакбаев
- Звукорежиссёры: Роза Омарова, Светлана Есмаханова

## Критика
Киновед Г.Абикеева охарактеризовала главного героя фильма «героем нового фольклора», «идеальным медиумом».
Сам же Нарымбетов назвал свой фильм фильмом о потерянном поколении. Его герой из эпохи застоя, его судьба олицетворяет облик целого поколения, которое столкнулось с невыполнимыми юношескими идеалами и мечется по жизни от соприкосновения с суровой реальностью.